# Chuang Yen Monastery
Chuang Yen Monastery is een groot Chinees-boeddhistisch tempelcomplex dat bestaat uit de gebouwen Grote Boeddhahal, Kuan-Yinhal, eetzaal, Yin-Kuanghal, Thousand Lotus Memorial Terrace, Tai-Hsuhal en de Woo-Ju  Memorial Library. De veertiende dalai lama heeft vroeger deze tempel bezocht. De tempel is van de Chinese stroming Pure land-boeddhisme. Chuang Yen Monastery is gelegen in Putnam County, New York, vlak bij de stad Lake Carmel. In de Grote Boeddhahal is het grootste Boeddhabeeld van de Verenigde Staten te vinden. Het beeld is van Vairocana Boeddha.